# Schöngeising
Schöngeising település Németországban, azon belül Bajorországban. Lakosainak száma 1937 fő (2023. december 31.).

## Népesség
A település népessége az elmúlt években az alábbi módon változott:
| Lakosok száma | 410  | 773  | 1374 | 1529 | 1873 | 1886 | 1868 | 1873 | 1890 | 1937 |
|               | 1875 | 1950 | 1975 | 1987 | 2012 | 2014 | 2016 | 2017 | 2021 | 2023 |